# Jean-Luc Thérier
Jean-Luc Thérier (Hodeng-au-Bosc, 7 oktober 1945 – Neufchâtel-en-Bray, 31 juli 2019) was een Frans rallyrijder.

## Carrière

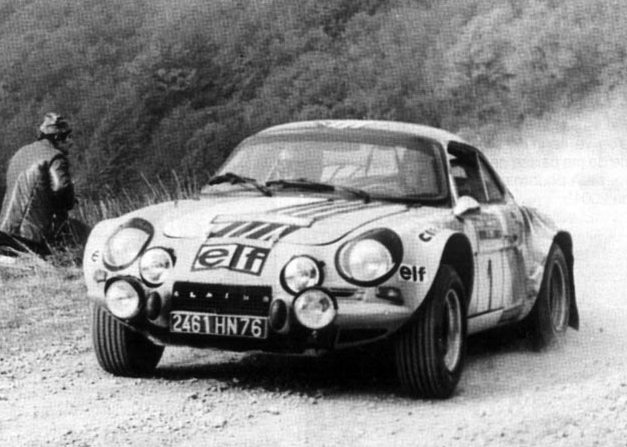
Thérier met de Alpine A110 op weg naar de zege tijdens de Rally van San Remo in 1973

Jean-Luc Thérier begon zijn competitieve carrière op 15-jarige leeftijd in het karten. In 1966 maakte hij zijn debuut in de rallysport en werd vanaf eind jaren zestig fabrieksrijder bij Renault, eerst actief met de Renault 8 Gordini en vervolgens de Berlinette A110 die door Renault samen met Alpine werd ontwikkeld voor hun sportieve resultaten. Thérier boekte met deze auto in 1970 zijn eerste grote successen met overwinningen in de San Remo en Acropolis Rally's, welke toen onderdeel waren van het internationaal kampioenschap voor constructeurs. Deze serie ging in 1973 op in het nieuwe wereldkampioenschap rally, en in dat inaugurele seizoen zou Alpine-Renault daarin een groot programma afwerken met hun rijders. Thérier was veruit de succesvolste rijder binnen het team en greep naar de zege in de WK-rondes van Portugal, de Acropolis en die van San Remo. Een derde plaats op de sneeuw in Zweden, zonder er van tevoren voor te hebben getest, gaf ook zijn kwaliteiten als een echte allrounder aan. Thérier leverde met zijn resultaten dan ook een grote bijdrage aan de wereldtitel die Alpine-Renault dat jaar bij de constructeurs zou behalen, en had er op dat moment ook een rijderskampioenschap bestaan dan was Thérier ook een wereldkampioen geweest. De titel in het Frans rallykampioenschap kon hij dat jaar echter wel achter zijn naam bijschrijven. Het seizoen 1974, dat zwaar geraakt werd door de wereldwijde oliecrisis, zag Thérier nog winnen achter het stuur van een Renault 17 Gordini in de Press-on-Regardless, de Amerikaanse ronde van het WK.

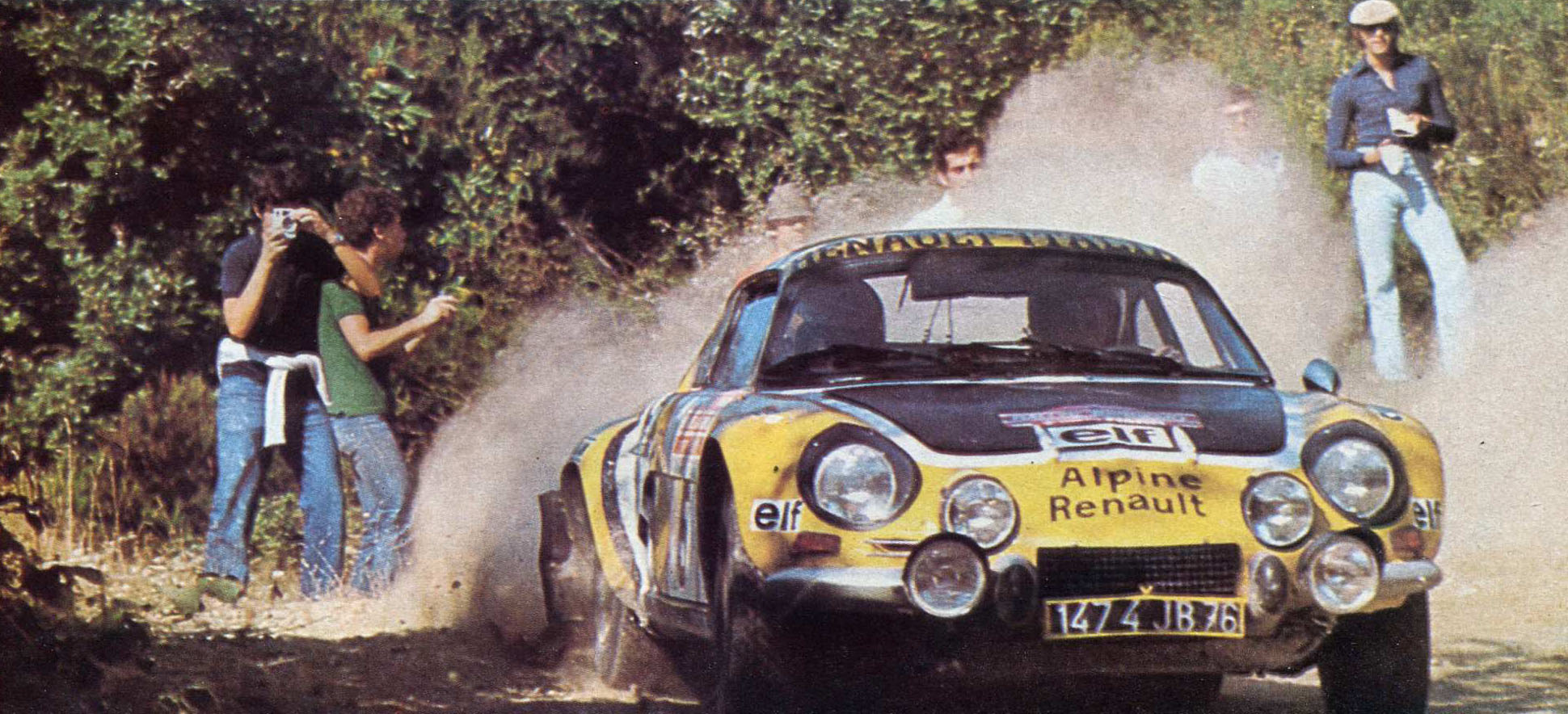
Thérier opnieuw actief met Alpine-Renault in San Remo, in 1975

Nadat de concurrentie Alpine-Renault had bijgehaald of zelfs was gepasseerd, maakte Thérier in de tweede helft van de jaren zeventig de overstap naar Toyota, het team dat onder leiding stond van zijn voormalig Renault-teamgenoot Ove Andersson, waarvoor hij actief was met de Toyota Celica 2000 GT. In het WK liep dit echter op een bijzonder vruchtloze periode uit, aangezien hij om uiteenlopende redenen niet één keer de finish wist te halen. In het nieuw opgezette Franse kampioenschap op onverhard kwam er met deze auto wel succes, met opeenvolgende titels in 1979 en 1980. In het laatste jaar kon Thérier tevens een vijfde overwinning in het WK bijschrijven, toen hij achter het stuur van een Porsche 911 SC, geprepareerd door het team van Jacques Alméras, zegevierde in Corsica. Begin jaren tachtig keerde Thérier terug in een Renault, en zou met de Renault 5 Turbo in 1982 zijn tweede Franse titel op het asfalt winnen.
In zijn periode bij Alpine-Renault, heeft Thérier ook een aantal keer deelgenomen aan de 24 uur van Le Mans.
In 1985 moest Thérier zijn competitieve carrière gedwongen beëindigen na een zwaar ongeluk in een van de etappes tijdens de Dakar-rally van 1985, op het moment dat hij achter het stuur van een Citroën Visa 1000 Pistes op koers was naar een etappezege. Door het ongeluk raakte zijn linkerarm grotendeels verlamd.

## Complete resultaten in het wereldkampioenschap rally
| Seizoen | Inschrijving               | Auto                     | 1       | 2       | 3       | 4   | 5       | 6     | 7       | 8     | 9       | 10      | 11      | 12      | 13    | Pos. | Punten |
| ------- | -------------------------- | ------------------------ | ------- | ------- | ------- | --- | ------- | ----- | ------- | ----- | ------- | ------- | ------- | ------- | ----- | ---- | ------ |
| 1973    | Alpine Renault Elf         | Alpine-Renault A110 1800 | MON 5   | ZWE 3   | POR 1   | KEN | MAR 7   | GRI 1 | POL DNF | FIN   | OOS     | ITA 1   | VST     | GBR DNF | FRA 3 | N/A  | N/A    |
| 1974    | Alpine Renault Elf         | Alpine-Renault A110 1800 | POR     | KEN DNF | FIN     | ITA | CAN     |       |         |       |         |         |         |         |       | N/A  | N/A    |
| 1974    | Alpine Renault Elf         | Renault 17 Gordini       |         |         |         |     |         | VST 1 | GBR     |       |         |         |         |         |       | N/A  | N/A    |
| 1974    | Alpine Renault Elf         | Alpine-Renault A310      |         |         |         |     |         |       |         | FRA 3 |         |         |         |         |       | N/A  | N/A    |
| 1975    | Alpine Renault Elf         | Alpine-Renault A310      | MON DNF | ZWE     |         |     |         |       |         |       |         |         |         |         |       | N/A  | N/A    |
| 1975    | Alpine Renault Elf         | Alpine-Renault A110 1800 |         |         | KEN DNF | GRI | MAR     | POR   | FIN     | ITA 3 | FRA DNF | GBR     |         |         |       | N/A  | N/A    |
| 1976    | Alpine Renault Elf         | Alpine-Renault A310      | MON DNF | ZWE     | POR     | KEN | GRI     | MAR   | FIN     | ITA   | FRA     |         |         |         |       | N/A  | N/A    |
| 1976    | Toyota Team Europe         | Toyota Celica 2000GT     |         |         |         |     |         |       |         |       |         | GBR NF  |         |         |       | N/A  | N/A    |
| 1977    | Toyota Team Europe         | Toyota Celica 2000GT     | MON     | ZWE     | POR     | KEN | NZL     | GRI   | FIN     | CAN   | ITA     | FRA DNF | GBR DNF |         |       | N/A  | N/A    |
| 1978    | Toyota Team Europe         | Toyota Celica 2000GT     | MON     | ZWE DNF | POR DNF | KEN | GRI DNF | FIN   | CAN     | ITA   | IVK     |         | GBR DNF |         |       | N/A  | N/A    |
| 1978    | British Leyland Cars       | Triumph TR7 V8           |         |         |         |     |         |       |         |       |         | FRA DNF |         |         |       | N/A  | N/A    |
| 1979    | Jean-Luc Thérier           | Volkswagen Golf GTI      | MON DNF |         |         |     |         |       |         |       |         |         |         |         |       | –    | 0      |
| 1979    | Toyota Team Europe         | Toyota Celica 2000GT     |         | ZWE DNF | POR DNF | KEN | GRI DNF | NZL   | FIN     | ITA   | CAN     | FRA     |         | IVK DNF |       | –    | 0      |
| 1979    | Toyota Team Great Britain  | Toyota Celica 2000GT     |         |         |         |     |         |       |         |       |         |         | GBR DNF |         |       | –    | 0      |
| 1980    | BP Racing Volkswagen Sport | Volkswagen Golf GTI      | MON DNF | ZWE     |         |     |         |       |         |       |         |         |         |         |       | 12   | 20     |
| 1980    | Toyota Team Europe         | Toyota Celica 2000GT     |         |         | POR DNF | KEN | GRI DNF | ARG   | FIN     | NZL   | ITA     |         |         |         |       | 12   | 20     |
| 1980    | Esso                       | Porsche 911 SC           |         |         |         |     |         |       |         |       |         | FRA 1   | GBR     | IVK     |       | 12   | 20     |
| 1981    | Esso                       | Porsche 911 SC           | MON DNF | ZWE     |         |     | FRA DNF |       |         |       |         |         |         |         |       | –    | 0      |
| 1981    | Porsche Alméras            | Porsche 911 SC           |         |         | POR DNF | KEN |         | GRI   | ARG     | BRA   | FIN     |         |         |         |       | –    | 0      |
| 1981    | Eminence                   | Porsche 911 SC           |         |         |         |     |         |       |         |       |         | ITA DNF | IVK     | GBR     |       | –    | 0      |
| 1982    | Esso                       | Porsche 911 SC           | MON 3   | ZWE     |         |     |         |       |         |       |         |         |         |         |       | 15   | 12     |
| 1982    | Eminence Alméras           | Porsche 911 SC           |         |         | POR DNF | KEN |         |       |         |       |         |         |         |         |       | 15   | 12     |
| 1982    | Renault Sodicam Elf        | Renault 5 Turbo          |         |         |         |     | FRA DNF | GRI   | NZL     | BRA   | FIN     | ITA     | IVK     | GBR     |       | 15   | 12     |
| 1983    | Jean-Luc Thérier           | Renault 5 Turbo          | MON DNF | ZWE     | POR DNF | KEN | FRA DNF | GRI   | NZL     | ARG   | FIN     | ITA     | IVK     | GBR     |       | –    | 0      |
| 1984    | Diac Team                  | Renault 5 Turbo          | MON 4   | ZWE     | POR     | KEN | FRA     | GRI   | NZL     | ARG   | FIN     | ITA     | IVK     | GBR     |       | 19   | 10     |

##### Noot
- Het concept van het wereldkampioenschap rally tussen 1973 en 1976, hield in dat er enkel een kampioenschap open stond voor constructeurs.
- In de seizoenen 1977 en 1978 werd de FIA Cup for Drivers georganiseerd. Hierin meegerekend alle WK-evenementen, plus tien evenementen buiten het WK om.

#### Overwinningen
| # | Seizoen | Rally                                  | Navigator            | Auto                     |
| - | ------- | -------------------------------------- | -------------------- | ------------------------ |
| 1 | 1973    | 7º TAP Rallye de Portugal              | Jacques Jaubert      | Alpine-Renault A110 1800 |
| 2 | 1973    | 21st Acropolis Rally                   | Christian Delferrier | Alpine-Renault A110 1800 |
| 3 | 1973    | 15º Rallye Sanremo                     | Jacques Jaubert      | Alpine-Renault A110 1800 |
| 4 | 1974    | 26th Press-on-Regardless Rally         | Christian Delferrier | Renault 17 Gordini       |
| 5 | 1980    | 24ème Tour de Corse - Rallye de France | Michel Vial          | Porsche 911 SC           |

## Overige internationale overwinningen

#### Internationaal kampioenschap voor constructeurs
| Seizoen | Rally                        | Navigator         | Auto                     |
| ------- | ---------------------------- | ----------------- | ------------------------ |
| 1970    | 12º Rallye Sanremo-Sestriere | Marcel Callewaert | Alpine-Renault A110 1600 |
| 1970    | 18th Acropolis Rally         | Marcel Callewaert | Alpine-Renault A110 1600 |